# Bombylisoma microlepidum
Bombylisoma microlepidum är en tvåvingeart som först beskrevs av Wray Merrill Bowden 1973.  Bombylisoma microlepidum ingår i släktet Bombylisoma och familjen svävflugor.
Artens utbredningsområde är Madagaskar. Inga underarter finns listade i Catalogue of Life.